# Michaela Bornemann
Michaela Bornemann (* 17. März 1971 in Graz) ist eine ehemalige österreichische Judoka.

## Biografie
Sie kämpfte für den Judoclub Union Leibnitz. Sie war ein fester Bestandteil der österreichischen Nationalmannschaft und sechsfache österreichische Meisterin. Ihre größten Erfolge waren zwei fünfte Ränge bei Europameisterschaften und der dritte Platz 1989 mit der Mannschaft. 1992 startete sie bei den Olympischen Sommerspielen und belegte den neunten Rang.

## Erfolge (Auswahl)
Folgende Erfolge konnte Bornemann jeweils in der 48-kg-Gewichtsklasse erreichen:
- 1. Rang German Open Rüsselsheim 1995
- 2. Rang ASKÖ World Tournament Leonding 1996
- 3. Rang British Open London 1992
- 3. Rang ASKÖ World Tournament Leonding 1990
- 3. Rang ASKÖ World Tournament Leonding 1989
- 3. Rang Dutch Open ’s-Hertogenbosch 1996
- 3. Rang Tournament Fukuoka Japan 1995
- 3. Rang Torneo 'Citta di Roma'  1995
- 3. Rang Czech Cup Prag 1995
- 3. Rang A-Tournament Budapest Bank Cup 1995
- 3. Rang Swiss International Basel  1995
- 3. Rang German Open Rüsselsheim  1994
- 3. Rang Swiss International Basel  1993
- 3. Rang German Open Rüsselsheim  1993
- 3. Rang A-Tournament Sofia 'Liberation'  1992
- 3. Rang British Open London 1991
- 3. Rang Junioreneuropameisterschaften Athen 1989
- 3. Rang Mannschaftseuropameisterschaft Wien 1989
- 3. Rang Junioreneuropameisterschaften  Wien 1989
- 3. Rang Swiss International Basel 1986
- 5. Rang Europameisterschaften Frankfurt am Main 1990
- 5. Rang Europameisterschaften Helsinki 1989